# Julia Butterfly Hill
Julia Lorraine Hill (känd som Julia "Butterfly" Hill), född den 18 februari 1974, är en amerikansk miljöaktivist. Hon är känd för att ha levt 738 dagar i ett 55 meter högt, 1500 år gammalt Redwood-träd, mellan 10 december 1997 och 18 december 1999. Under tiden i trädet stöddes Hill av volontärer och av aktivister från Earth First!. Hill bodde i trädet för att förhindra att det skulle avverkas av Pacific Timber Company.
2002 deporterades Hill från Ecuador efter protester mot Occidental Petroleums planer att bygga en oljeledning. 2003 skattevägrade hon i protest mot Irakkriget.
Hill är författare till boken Legacy of Luna (2000) och medförfattare till One Makes the Difference. 
Dokumentären Butterfly handlar om Hill.
Hill är vegan, och grundade 1999 organisationen Circle of Life.

## Populärkultur
The Red Hot Chili Peppers låt Can't Stop innehåller textraden "J. Butterfly is in the treetop"
Neil Young refererade till henne i sin låt Sun Green med textraden "She'd still like to meet Julia Butterfly"
Barnboken Julia räddar skogen, av Niklas Hill och Anna Palmqvist (2017), är inspirerad av Julia Butterfly Hill. 